# Клеванська селищна територіальна громада
Клеванська селищна територіальна громада — територіальна громада в Україні, в Рівненському районі Рівненської області. Адміністративний центр — селище Клевань.
Площа громади — 63,55 км², населення — 11 646 мешканців (2018).
Утворена 8 серпня 2017 року шляхом об'єднання Клеванської та Оржівської селищних рад Рівненського району.

## Населені пункти
До складу громади входять 2 селища Клевань та Оржів і 4 села: Жобрин, Мочулки, Руда-Красна та Углище.